# محمود وجدي
اللواء محمود وجدي (23 مارس 1948 -) هو وزير الداخلية المصري سابقاً، عين في منصب وزير الداخلية في مصر إثر اندلاع ثورة 25 يناير عام 2011، التي طالبت برحيل الرئيس محمد حسني مبارك. جاء تعيينه في محاولة لاسترضاء الشعب خلفاً للواء حبيب العادلي الذي يعد مكروهًا بالنسبة للشعب، جاء ذلك بعد أربع عشرة عامًا من تولى العادلي وزارة الداخلية التي تولاها عام 1997، عين وجدي قبلها كان آخر منصب تولاه قبل ذلك هو منصب رئيس مصلحة السجون.

## نشأته
ولد في قرية النجيلة مركز كوم حمادة محافظة البحيرة، وقد تخرج عام 1968 من كلية الشرطة وهو لواء متقاعد.

## وجدي والعادلي
بدأ وجدي بالعمل في مباحث القاهرة وتدرج في ترقياته حتى عين مفتشًا لمباحث مصر الجديدة عام 1988 أيام الوزير أحمد رشدي، قبل أن ينتقل لمصلحة الأمن العام ليبقى بها عدة سنوات.
ثم أصبح مديرًا لمكتب مساعد وزير الداخلية لمناطق القناة وسيناء قبل أن يعود إلى العاصمة وكيلا لمباحث القاهرة لقطاع الشرق ثم رئيسًا للمباحث الجنائية ثم مديرًا للإدارة العامة لمباحث القاهرة وقت أن كان حبيب العادلي مديرًا لأمن القاهرة وحسن الألفي وزيرًا للداخلية وحدثت مشادات بينه وبين العادلي الذي كان يتهمه بالسيطرة على القاهرة سيطرة تامة.
وأتت الرياح بما لا تشتهي السفن، حيث عين العادلي وزيرًا للداخلية بعد حادث الأقصر 1997، وقرر العادلي نقل وجدي مديرًا لأمن القليوبية قبل أن ينقله مديرًا لأمن كفر الشيخ ثم المنيا وبعدها عاد مديرًا لمصلحة السجون، ثم أحاله للمعاش بعد بلوغه سن الستين منذ خمس سنوات.
ويقول محللون أن وجدي من أكفأ ضباط الشرطة ولديه قدرة كبيرة على التعامل الراقي مع المواطنين وأن اختياره وزيرًا للداخلية جاء لمصالحة الشعب.